# Mons (Provenza-Alpi-Costa Azzurra)
Mons (Mouns in provenzale, Munsu in ligure figun) è un comune francese di 881 abitanti situato nel dipartimento del Var della regione della Provenza-Alpi-Costa Azzurra.
Vi si parlò fino ai primi decenni del XX secolo un dialetto ligure (Figun) in seguito all'immigrazione tra il XIII e il XV sec. di elementi provenienti dall'area della diocesi di Albenga.

## Società

### Evoluzione demografica
Abitanti censiti